# Claire Augros
Claire Augros (Digione, 26 giugno 1975) è un'ex schermitrice francese, specializzata nella spada.

## Biografia
Ai campionati europei di scherma ha conquistato una medaglia di bronzo nella gara di spada individuale a Bourges nel 2003.

## Palmarès
In carriera ha conseguito i seguenti risultati:
- Europei

Bourges 2003: bronzo nella spada individuale.